# 国际汽车工程师学会
自動機工程學會（又名 SAE總會 或 SAE International），最初建立时名为稱呼為 Society of Automotive Engineers，縮寫為 SAE，而目前均 以SAE一詞稱呼，中文部分則稱為「自動機工程學會」。
是一个创立于美国但在全球范围活跃的多领域工程学专业技术组织、标准组织。主要负责领域是汽车，航空和商用车辆等运输行业。在台灣有其分會，正式名稱為「中華民國自動機工程學會 （页面存档备份，存于）」，英文為「SAE Taipei Section 」。
学会在全球拥有超过138,000名会员。会员资格授予个人而非公司。除了标准化工作之外，学会还致力于STEM教育，专业认证和大学设计竞赛。
SAE在北美常用于表示汽车和建筑工具中的美国惯用单位（USCS或USC）测量系统。它被用来表明某工具不是基于公制（SI）单位，不能够兼容。将SAE与单词“英制（Imperial）”单位（英国）混淆是一个十分常见的错误，SAE与USCS标准其实并不相同。
在美国提到SAE，最为大家所知的可能是马力度量单位。马力是用来评定汽车功率并一直沿用至1971。SAE总功率（SAE gross power）和制动马力（brake horsepower）（bhp），是十分笼统的功率性能度量单位。此后，一个新的单位SAE净功率（SAE net power），将发动机附件、热排放和排气系统（非传动损失）等都考虑在内并成为了新的标准。

## 历史
在20世纪初，美国有数十家汽车制造商，在全球范围内还有更多的汽车制造商。汽车和零部件制造商加入协会，并以此促进汽车产业。随着汽车工业的发展，工程师们对常见技术设计问题的解决方案有了很大的需求，并希望为此开发工程标准。汽车行业的工程师希望能“自由交换想法”以扩大个人技术知识储备。
这时候，来自《无马时代（The Horseless Age）》的彼得·海尔特（Peter Heldt）和《汽车（The Automobile）》的贺拉斯·思维特兰德（Horace Swetland）两位杂志出版商提出了SAE的概念。海尔特在1902年6月撰写了一篇社论，他在其中写道：“现在汽车制造商有一个明显的趋势，遵循某些公认的设计思路，面对不断涌现技术问题，行业技术人员相互合作以寻求解决方案。然而这些问题最好由技术学会来处理。这个学会将单纯地在汽车技术领域活动。”
贺拉斯成为SAE最初的主席，并撰写关于汽车工程问题的文章。大约在海尔特的社论发表的两年后，汽车工程师学会（Society of Automobile Engineers）在纽约市成立，由四名主席和五名管理官员自愿运营。1905年，安德鲁·劳伦斯·瑞克成为主席，亨利·福特成为学会的第一副主席。最初的会员都是工程师，会费每年为$10美元。
在最初的10年中，SAE会员数量稳步增长，学会增加了全职员工，并开始发布技术期刊和全面的技术论文，以前称为SAE学报（SAE Transactions），现在仍以国际汽车工程师学会期刊的形式存在。到1916年，学会拥有了1800名成员。在当年的年会上，来自美国航空工程师学会，拖拉机工程师学会以及动力船舶行业的代表希望SAE将其专业领域纳入SAE技术标准范围。当时航空业刚刚起步，支持航空业工程师成立自身学会的奠基人有爱迪生、格倫·柯蒂斯、格伦·卢瑟·马丁和莱特兄弟。

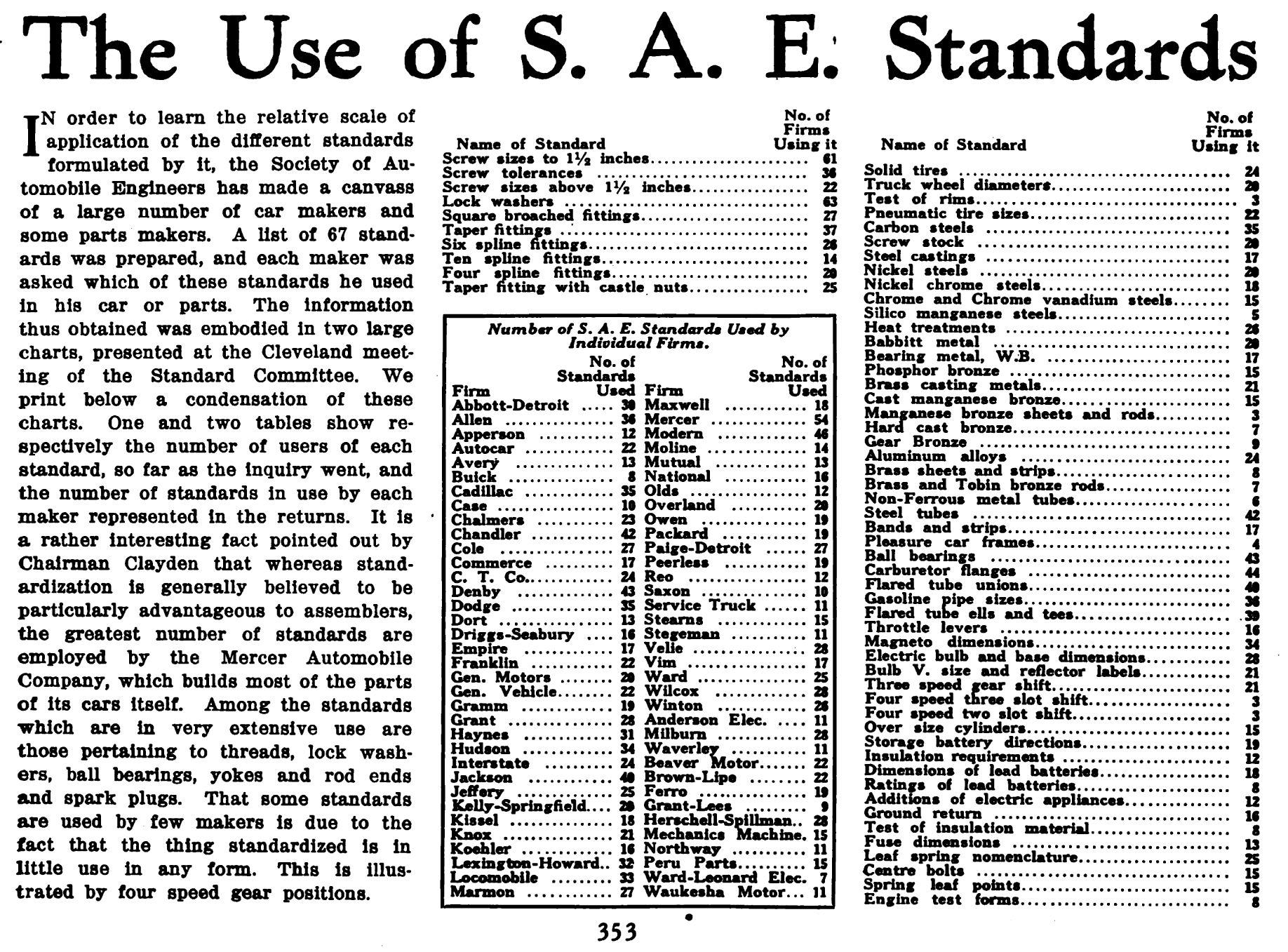
1916年，发表于《无马时代》上的，关于SAE标准被各生产商采用的调查结果。

在1916年的会议中组成了一个代表各种跟移动相关的工程师的新组织。SAE成员埃尔默·安布罗斯·斯佩里用希腊单词Auto（自我）和拉丁单词motivus（运动）创造了“汽车（Automotive）”一词，用来代表任何形式的有自身供能的载具。 汽车工程师学会（Society of Automobile Engineers）由此改称汽车工程师学会（Society of Automotive Engineers）。虽然Automobile和Automotive两个英文单词在汉语中都翻译为汽车，但是Automobile更趋向于指私家车这样的汽车，而Automotive泛指所有种类的机动车；因此在台灣的正式中文名稱則稱之為自動機工程學會。
查尔斯·凯特琳在第一次世界大战期间主持学会，在此期间学会成员人数超过了5000人。同时，SAE强调了通过被称为“Sections”的本地活动，发展成员活动的重要性。在World War II之后，学会与世界各地其它标准机构和汽车工程师学会建立联系，并在这些国家开展了本地活动，其中包括了：巴西、印度、中国、俄罗斯、罗马尼亚和埃及。到1980年，会员人数超过了35000人，并且在接下来的二十年里，学会变得更大、更全球化、更多样化、更电子化。
到20世纪80年代中期，会员人数接近50000人。90年代末，学会成员来自80多个国家，总数也超过80000人。
截至2017年，学会在全球范围内拥有超过138000会员，超过四分之一的来自非北美地区。

## 时间线
| 日⁠期     | 活动 |
| -------- | --- |
| 1900年代 | |
| 1904     | Edward Tracy Birdsall，美国电气工程学会创始人邀请其他人来到位于纽约州纽约市第五大道753号的汽车俱乐部，成立了汽车方面问题的工程师学会。被邀请的成员包括《汽车》期刊主编Horace Swetland和其它七人。尽管有邀请亨利·福特，但是福特并没有出席会议。 |
| 1905     | 30名汽车工程师学会的创始成员在纽约会面，选举负责人。他们是： 主席：安德鲁·劳伦斯·瑞克，美国Locomobile公司公司发动机设计师 第一副主席：亨利·福特 第二副主席：约翰·威尔金森，富兰克林汽车发动机设计师 秘书-会计：爱德华·伯索尔 SAE议会： 贺拉斯·思维特兰德，《汽车》 艾伦·怀廷，纽约制造商怀廷汽车（The Whiting auto） 海勒姆·马克西姆，Electric Vehicle Company 来源： |
| 1906     | 在册会员52人；来自9个不同州的32人出席会议。印刷了SAE学报第一卷，包含了3篇论文。 |
| 1907     | 在册会员100人。 |
| 1908     | 在册会员150人 |
| 1909     | 社会成立，最初的SAE标志首次亮相。会员人数接近400人。 |
| 1911     | SAE正式在纽约注册成立。法院裁决持证汽车制造商协会（ALAM）有效解散。SAE接管其技术部门，开始SAE的标准化项目。SAE简报成立。 |
| 1912     | SAE公布其第一个标准。 持证汽车制造商协会ALAM正式解散。 |
| 1913     | 会员人数超过1700人。 |
| 1914     | SAE年度标准汇编于SAE数据手册中首次出版。 |
| 1915     | 康奈尔大学]成立。 |
| 1916     | SAE开设底特律办事处。承认美国航空工程师学会，拖拉机工程师学会，全国发动机和船舶制造商协会，全国燃气发动机协会和美国农业与生物工程师学会的成员。全国发动机和船舶制造商协会和全国燃气发动机协会将其标准与SAE的标准融合。同年，SAE公布第一个航空标准。 |
| 1917     | 埃尔默·安布罗斯·斯佩里发明了Automotive一词。SAE在该年2月，将其全名改为Society of Automotive Engineers。 国家汽车商会开始标准制定工作。在华盛顿特区的Munsey信托大楼成立办事处。 与军需兵团合作生产自由牌卡车，并与美国海军部门和美国陆军信号兵团合作生产自由飞机发动机Liberty L-12。SAE的期刊成立。                                                                    |
| 1918     | 奥维尔·赖特（Orville Wright）写信给威特曼-刘易斯飞机公司的查尔斯·威特曼（Charles Witteman）。“亲爱的维特曼先生：由于你的名字没有出现在汽车工程师学会成员名单上，我怀疑之前未为您介绍成为会员的好处。SAE的工作十分有价值，每一个业界人士都应该成为其中一员。:24 |
| 1919     | 会员人数超过4300人。 |
| 1920年代 | |
| 1920     | 会员达5000人，其中包括SAE的第一位女性成员内莉·斯科特（Nellie M. Scott），来自康涅狄格州Bantam Ball Bearing轴承球公司的会计。 |
| 1921     | SAE标准编号达到224。 《汽车工业（杂志）》估计SAE标准为行业节省7.5亿美元，是所有销售的汽车价值的15%。 |
| 1922     | 会员超过5000人。 |
| 1926     | 会员超过6000人。 |
| 1927     | 创办了SAE的第一个奖项“莱特兄弟奖”。被授予给飞机领域的最佳论文。 |
| 1930     | 25周年庆。 会员超过7000人。 |
| 1933     | 燃料和润滑剂会议委员会成立。 |
| 1935     | 拖拉机和工业动力设备会议委员会成立。 |
| 1936     | SAE举办了首届全国飞机制造大会。 |
| 1939     | SAE战争工程委员会成立。该委员会评估军方的问题，并指派专家委员会来提供解决方案。 |
| 1940年代 | |
| 1940     | 会员达到5855人。 |
| 1942     | 战争活动委员会为协助同盟军势力而成立。 |
| 1943     | 战争活动办事处在底特律成立。 |
| 1944     | 特别出版部门成立。 |
| 1945     | 会员超过12000人。 |
| 1946     | 技术委员会成立，为设计、制造、测试、质量控制和采购创造标准。 |
| 1947     | 正式的工程会议结构确立。工程材料会议委员会成立。 |
| 1958     | 为了指导SAE的当地Section活动成立了部门委员会。 |
| 1960年代 | |
| 1961     | SAE航空航天标准编号达到1000。 |
| 1966     | SAE出版物覆盖海外。 |
| 1967     | “陆地，海洋，空气和空间”四个词被加入SAE徽标中。 |
| 1973     | SAE推出首届大学生设计比赛，名为“娱乐生态汽车大赛（Recreational-Ecological Vehicle contest）”。 |
| 1974     | SAE将总部迁至宾夕法尼亚州匹兹堡以北20英里的沃伦代尔。沃伦代尔被命名为SAE全球总部。 |
| 1976     | SAE正式推出其大学设计系列活动。 |
| 1977     | SAE研究员奖成立，旨在表彰技术和工程方面的成就。 |
| 1978     | SAE女性工程师委员会成立。 |
| 1980年代 | |
| 1981     | 大学设计竞赛方程式SAE开始。出版了《航天工程杂志》的第一卷。 |
| 1983     | SAE开始其对工程师进行教育和认证的专业发展项目。 |
| 1986     | SAE基金会创立，用以资助和促进数学和科学教育。 |
| 1990年代 | |
| 1990     | SAE基金会推出运动中的世界活动。“为四年级，五年级和六年级学生的物理科学带来全新的教学风格。”SAE建立了绩效评估研究所——一家非营利性附属机构——以制定绩效标准并相应地对系统进行认证。 SAE建立了其第一个国际附属机构：巴西汽车工程师学会。:132 |
| 2000年代 | |
| 2002     | SAE建立其第二个附属机构SAE印度。 |
| 2004     | 英国车辆工程师学会与英国的SAE部门合并，组成英国SAE。SAE会员达到84000人。 |
| 2005     | SAE航空航天标准编号达到6200。在SAE 100网站上庆祝其100周年纪念日。 |
| 2006     | 為反映學會的活动和成员日益国际化，學會正式以 SAE 一詞搭配 International，組成 SAE International （页面存档备份，存于） 的新代表詞，代表總會的運作與推動，不再稱呼汽車工程師學會一詞，台灣稱呼其為 SAE總會 （页面存档备份，存于） 或 自動機工程學會總會 （页面存档备份，存于），台灣方之名稱仍為 中華民國自動機工程學會 （页面存档备份，存于），無改變。               |
| 2010年代 | |
| 2010     | SAE会员达到120000人。 |
| 2012     | 学会收购Tech Briefs Media Group。 |
| 2014     | 学会完成了对ARINC的收购活动，以扩大航空航天事务。 |

## 技术标准
国际汽车工程师学会为公司、政府机构、研究机构和顾问提供了一个制定技术标准的论坛，为汽车零部件的设计，结构和特性提供推荐实践。SAE文件不具有任何法律效力，但在某些情况下，美国国家公路交通安全管理局（NHTSA）和加拿大交通部将其用作参考。

### 航空工业标准
SAE为航空工业发布技术文档。 航空航天推荐实践是工程实践建议，航空航天信息报告包含通用工程数据和信息。

## 出版物
国际汽车工程师学会从1906年创立以来，一直出版各类技术文件。每月出版的行业杂志有：《汽车工程国际（Automotive Engineering International）》，《航空航天工程与制造（Aerospace Engineering and Manufacturing）》，《非道路工程（Off Highway Engineering）》，《卡车与公共汽车工程（Truck & Bus Engineering）》，《SAE车辆工程（SAE Vehicle Engineering）》，电子新闻通讯，学生会员杂志以及各种期刊。SAE还为会员制作月度更新通讯，每年出版超过100本印刷或电子版书籍。SAE面向各种读者群体，编辑各种技术主题、教科书、历史和面向爱好者的书籍。
2007年4月，因为在SAE在其技术论文的网页数据库上的数字版权管理（DRM），MIT取消了对其的订阅。此后，SAE国际取消了对大学和其他学术机构的DRM限制。

## SAE基金会
1986年，SAE国际成立了SAE基金会以支持科学和技术教育。当今工业界面临的最紧迫问题之一是参加科学和技术项目的学生人数越来越少。学生人数减少的影响威胁到未来对劳动力的需求。由此成立的SAE基金会鼓励并支持与数学，技术，工程和科学相关的技能发展。

### STEM项目
“运动中的世界（World In Motion）”是由教师管理，行业志愿者辅助的项目，其目的是为幼儿园至12年级的学生带来科学，技术，工程和数学（STEM）教育。根据国家标准，该项目将物理，动作，飞行和电子学定律加入适龄孩子的书中，加强课堂STEM课程的活动。
“SAE大学生设计系列比赛”为大学生提供了在教科书理论基础上，重复工程设计和制造的机会。该项目中，一家公司想要出售特定的产品，例如无线电遥控飞机、单座越野车或单座方程式赛车。客户选择将设计、制造和测试等流程外包给供应商，并根据自身要求提出报价。学生团队充当供应商，设计、建造和测试他们认为符合客户规格的原型机。每个团队随后在年度比赛中向客户展示其原型机，并根据若干标准进行评判。得分最高的队伍最终赢得了合同。
SAE大学生设计系列比赛包括以下内容：
- SAE航空设计（英语：SAE Aerodesign），一系列有竞争力的机械工程比赛。[34][35][36]
- Baja SAE
- SAE清洁雪地摩托挑战赛
- Formula SAE
- 混动方程式赛车
- SAE Supermileage竞赛（英语：SAE Supermileage Competition）